# 1785
1785 је била проста година.

## Догађаји

### Јануар
- 27. јануар — Основан је Универзитет Џорџије, први државни универзитет у САД.

### Јун
- 23. јун — Турска војска скадарског везира Махмуд-паше Бушатлије ушла у Цетиње и по трећи пут срушила Цетињски манастир.

### Август
- 14. август — На острву Кодијак поред Аљаске основана је прва руска колонија.

## Рођења

### Јануар
- 4. јануар — Јакоб Грим, немачки писац. (†1863)

### Март
- 27. март — Луј XVII, формални француски краљ. (†1795)

### Јул
- 20. јул — Махмуд II, турски султан. (†1839)
- 20. јул — Јосиф Рајачић, карловачки митрополит и српски патријарх. (†1861)

### Децембар
- непознат датум - Јован Мићић, златиборски хајдук и устаник. (†1844)

## Смрти

### Јануар
- 19. јануар — Захарије Орфелин, српски песник, сликар и историчар. (*1726)

### Фебруар
- 25. фебруар — Павле Јулинац, српски историчар и књижевник (*1731. или 1732)

### Децембар
- непознат датум - Раде Андровић, паштровски јунак.

## Дани сећања
- 7. јануар — Џон Џефрис и Жан Пјер Бланшар први су прелетели канал Ламанш балоном напуњеним загрејаним ваздухом.